# Билли Дав
Билли Дав (англ. Billie Dove; 14 мая 1903[…], Нью-Йорк, Нью-Йорк — 31 декабря 1997[…], Вудленд-Хиллз, Калифорния), урождённая Берта Евгения Бони (англ. Bertha Eugenie Bohny) — американская актриса, популярная в эпоху немого кино.

## Биография
Родилась в Нью-Йорке в семье швейцарских иммигрантов Чарльза и Берты Бони. В подростковом возрасте она начала работать моделью, чтобы помочь прокормить семью, а в 15-летнем возрасте её заметил Флоренз Зигфелд и пригласил в своё знаменитое бродвейское ревю «Безумства Зигфелда».
Добившись определённого успеха на Бродвее, она переехала в Голливуд, где в 1921 году дебютировала в немом кино. К середине 1920-х годов Дав стала одной из самых популярных актрис десятилетия, появившись в таких популярных картинах, как «Подкова на счастье» (1925), «Авиапочта» (1925), «Чёрный пират» (1926), «Малыш Бутс» (1926) и «Красота по-американски» (1927).
В 1923 году актриса вышла замуж за кинорежиссёра Ирвина Уиллота, с которым развелась спустя шесть лет. У неё также был трёхлетний роман с Говардом Хьюзом, который был её большим поклонником. Он снял актрису в двух своих фильмах в начале 1930-х, и дело уже подходило к свадьбе, но Дав в последний момент его бросила.
В 1932 году Билли Дав завершила свою кинокарьеру, а год спустя вышла замуж за нефтедобытчика Роберта Кенастона. У пары родился сын, а также они взяли на воспитание приёмную дочь. Их брак продлился 37 лет вплоть до смерти Кенастона в 1970 году. Спустя три года после его смерти 70-летняя Дав вышла замуж за архитектора Джона Миллера, с которым вскоре развелась.
В 1962 году, после 30-летнего перерыва, актриса вернулась на большой экран, сыграв небольшую роль в мелодраме «Алмазная коронка бура» с Чарлтоном Хестоном в главной роли. Свои более поздние годы Дав провела в городе Ранчо-Мираж в Калифорнии, а когда её здоровье стало ухудшаться, она переехала в Вудленд-Хиллз в Дом актёров кино и телевидения, где умерла в 1997 году от пневмонии. Билли Дав удостоена звезды на Голливудской аллее славы за её вклад в киноиндустрию США.

## Избранная фильмография
| Год  |   | Русское название   | Оригинальное название     | Роль                                      |
| ---- | - | ------------------ | ------------------------- | ----------------------------------------- |
| 1925 | ф | Авиапочта          | англ. The Air Mail        | Элис Рендон (англ. Alice Rendon)          |
| 1925 | ф | Подкова на счастье | англ. The Lucky Horseshoe | Элинор Хант (англ. Eleanor Hunt)          |
| 1926 | ф | Чёрный пират       | англ. The Black Pirate    | принцесса Изабель (англ. Princess Isobel) |
| 1926 | ф | Малыш Бутс         | англ. Kid Boots           | Элинор Белмор (англ. Eleanor Belmore)     |